# Alfredo Petrillo
Alfredo Petrillo (Benevento, 24 dicembre 1872 – Roma, 24 luglio 1943) è stato un avvocato, giornalista e politico italiano.